# ブレーロ
ブレーロ（アルバニア語: Blero、本名:Blerim Muharremi、1978年7月19日 - ）は、コソボ出身のアルバニア人歌手。

## 来歴
- 最初は、リトゥミ・イ・ルガス（英語版）のラッパーだったメムリ・クラスニチ（英語版）とのデュオで活動しており、「Kthehu」と言う曲が知られていた[1]。
  - 後に、メムリは、ラッパーから政治家に転身した。
- 2004年、アルバム『Hapi I Pare』でソロ・デビュー。製作に5～6年を費やしたと言う[1]。
- 2005年、アルバニアの音楽フェスティバルのケンガ・マジケ（Kënga Magjike）に出場、「Me Mungon」を歌った[1]。2作目のアルバム『Bashkë』をリリースし、スウェーデンとコソボの両方のプロフェッショナルとのコラボレーションが実現した[1]。
- 2006年、アルバム『Blero』をリリース[1]。
- 2008年、「Crazy」と言う英語曲で、レオノラ・ポロスカ（アルバニア語版）と共演した[1]。
- 2009年、「La Vida Loca（Remix With Dosta）」と言う曲で、リュリカル・サン（英語版）やMcクレシャ（アルバニア語版）らヒップホップ・アーティストたちと共演した[1]。
- 2010年、アルバム『Tara』をリリース。アルバムにはアルバニア語曲と英語曲が収録されており、F-Kay、Cekiç、Big Basta、Zaimina らヒップホップ・アーティストたちと共演した[1]。

## 音楽
- 初期の2000年代はポップ・フォークと R&B を融合したものが中心であったが、2010年代に入ると、エレクトロ・ポップが中心になった。

## 人物
- 身長：178cm
- 目の色：緑
- 髪の色：ブラウン
- 好きな飲み物：水
- 好きな音楽：音楽全般
- 好きな歌手：マイケル・ジャクソン、R・ケリー、スティーヴィー・ワンダー
- 好きな色：青
- 好きなスポーツ、趣味：サッカー
- 好きなスポーツ選手：リオネル・メッシ
- 服装：スポーツウェア
- 生命のモト：幸せになる
- 出典:[1]

### 私生活
- 2009年から、女優のテウタ・クラスニチ（アルバニア語版）との交際が有名になり、2010年にこの二人の間にタラ（Tara）と言う娘が誕生した[1]。その後、2013年に結婚することを決めたが、2014年にテウタが離婚訴訟を起こした。離婚後はモデルのアフロナ・ディカ（Afrona Dika）と交際している[1]。

## ディスコグラフィー

### アルバム
- Hapi I Pare（2004年）
- Bashkë（2005年）
- Blero（2006年）
- Falma（2007年）
- Dashurova（2007年）
- Tara（2010年）
- Fiksimi Im（2013年）
- Best Of（2014年）

### デジタル・シングル
- N.U.N（2014年）
- Athu（2016年）
- 154（2017年）
- 5（2017年）
- Mbylli Syte（2017年）
- Nje Dite（2017年）

### ビデオクリップ
| 2008年 - Shake Tha Ass - Crazy - Krejt Anas 2009年 - Higher 2010年 - Boll Ma - You and Me - Nuk Mundem Pa Ty 2011年 - Rock City - Njo Me Njo - Summer Love - Dance 2012年 - Ajo Apo Ti - The Walls (Muret) - Loving You | 2013年 - Zemer Bosh - Fiksimi Im - Një Moment - Million Dolla Baby 2014年 - Fire - N.U.N 2015年 - 5 - Jo Jo - Pse 2016年 - #1her - Ta Ha Gojën - Athu - Rren - 154 | 2017年 - Per Ty - Jar Na Na - Out Of My Head - #1her ※リメイク - Ndale - Mbylli Syte - Nje Dite 2018年 - 1000（2018年） |